# انجیره (شیراز)
شهرک انجیره (شیراز)، شهرکی در شهر شیراز می‌باشد. موقعیت این شهرک در مقابل شهرک بهشتی و در بلوار صنایع می‌باشد. آب و هوای این شهرک بسیار خنک و معتدل بوده و بسیاری از باغ‌های شهر شیراز در این شهرک قرارداد، این شهرک به تازگی تحت پوشش خدمات شهری شهرداری شیراز قرار گرفته‌است و روند ساختمان سازی در آن بسیار فعال و در حال پیشرفت است. این شهرک هم اکنون جزو شهرداری منطقهٔ ۱۰ میباشد.

## جمعیت
این شهرک در شهرستان شیراز قرار دارد و براساس سرشماری مرکز آمار ایران در سال ۱۳۸۵، جمعیت آن ۸۲۳ نفر (۲۱۱خانوار) بوده‌است؛ که بعد از الحاق شهرک انجیره به شهرداری شیراز جمعیت این شهرک رو به افزایش یافت.